# Peperomia psilophylla
Peperomia psilophylla är en pepparväxtart som beskrevs av C. Dc.. Peperomia psilophylla ingår i släktet peperomior, och familjen pepparväxter. Inga underarter finns listade i Catalogue of Life.